# ジュリエット・グレコ
ジュリエット・グレコ （Juliette Gréco、1927年2月7日 - 2020年9月23日）は、フランス出身のシャンソン歌手、女優。
約70年のキャリアを誇る、同国を代表する歌手の一人。世界的にも最高峰の歌手と称えられ、戦後のシャンソン界を牽引する存在であったが、2016年を最後に一線から退いた。

## 略歴

### 若年期と活動後

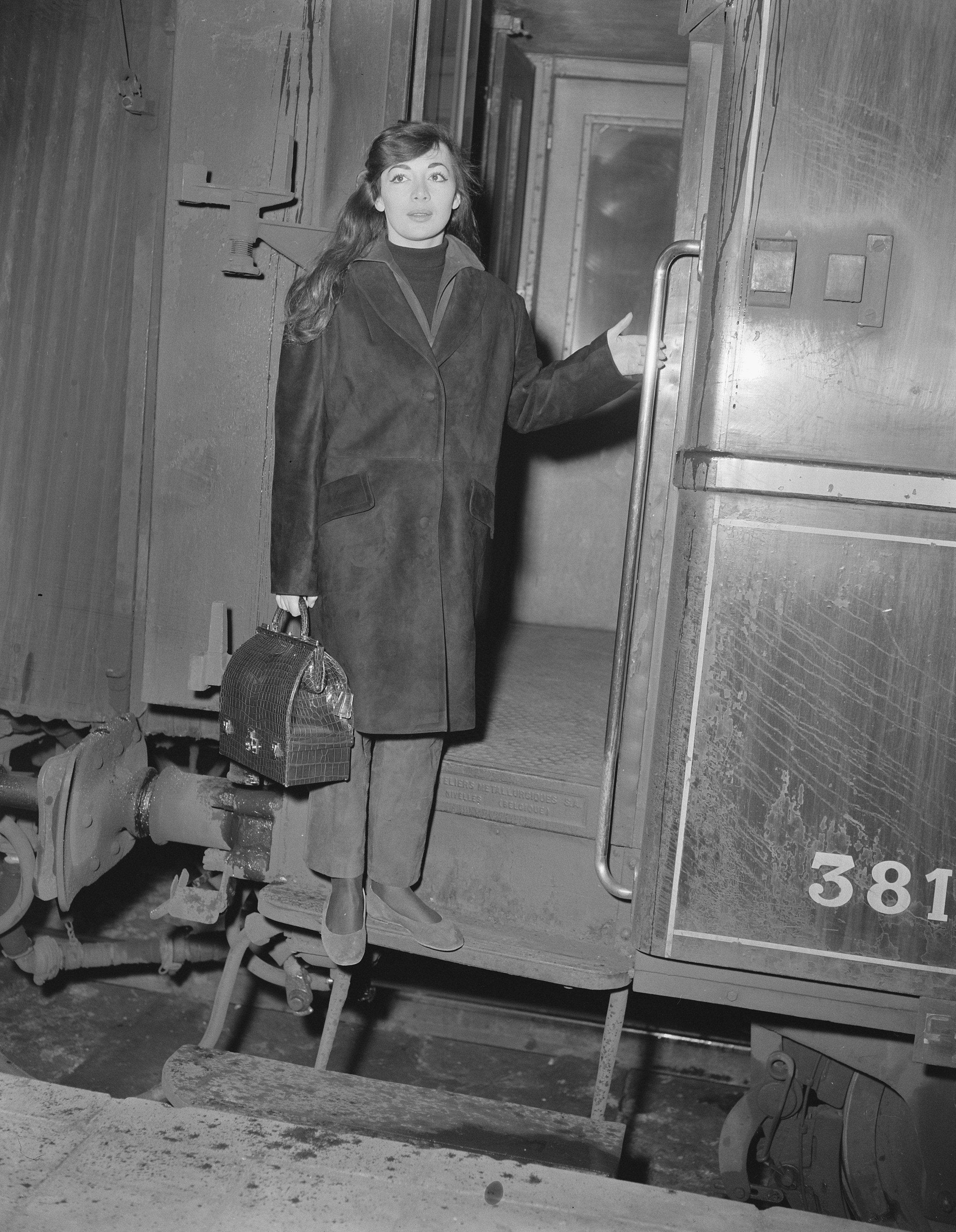
ジュリエット・グレコ（1956年3月7日）

コルシカ島出身の父と、レジスタンス活動家の母との間に生まれる。ジュリエットは母方の祖父母に育てられるが、自身もレジスタンス活動に巻き込まれゲシュタポにより、パリ近郊のフレンヌ監獄の収容所に、母と姉はドイツのラーフェンスブリュック強制収容所に入れられた。若年だったため早期に釈放され、エレーヌ・デュック (fr ) が住むサン＝シュルピス教会近くのパリ6区セルヴァンドニ通り (fr) 20番地へやってきた。そこで寄留することになり、家にあったあり合わせの男物の服を着て、エレーヌの友人アリス・サプリッチ (fr) から靴をあたえられたりしたが、いわば“サンジェルマンスタイル”をこの時に創り出した。
ジュリエットは、たちまち戦後フランスのボヘミアンのスターに躍り出た。“サン＝ジェルマン＝デ＝プレのミューズ”、“グレコ”あるいは“ラ・グレコ”などと呼ばれた。黒い長い髪をなびかせ、黒ずくめの衣装で歌うのがトレードマークで、彼女はジャン・ポール・サルトルやボリス・ヴィアンらアーティストのインスピレーションを刺激し、彼らから曲の提供を受けるなどして、一線で活躍した。ジャン・コクトーが映画『オルフェ』に起用した。『パリの空の下』のカバーや、また『枯葉』はバレー曲、映画音楽などとして作曲され、シャンソンとして歌詞がつき、その後ジュリエットの歌で流行り、マイルス・デイヴィスもセッションの2曲目としてよく演奏した。

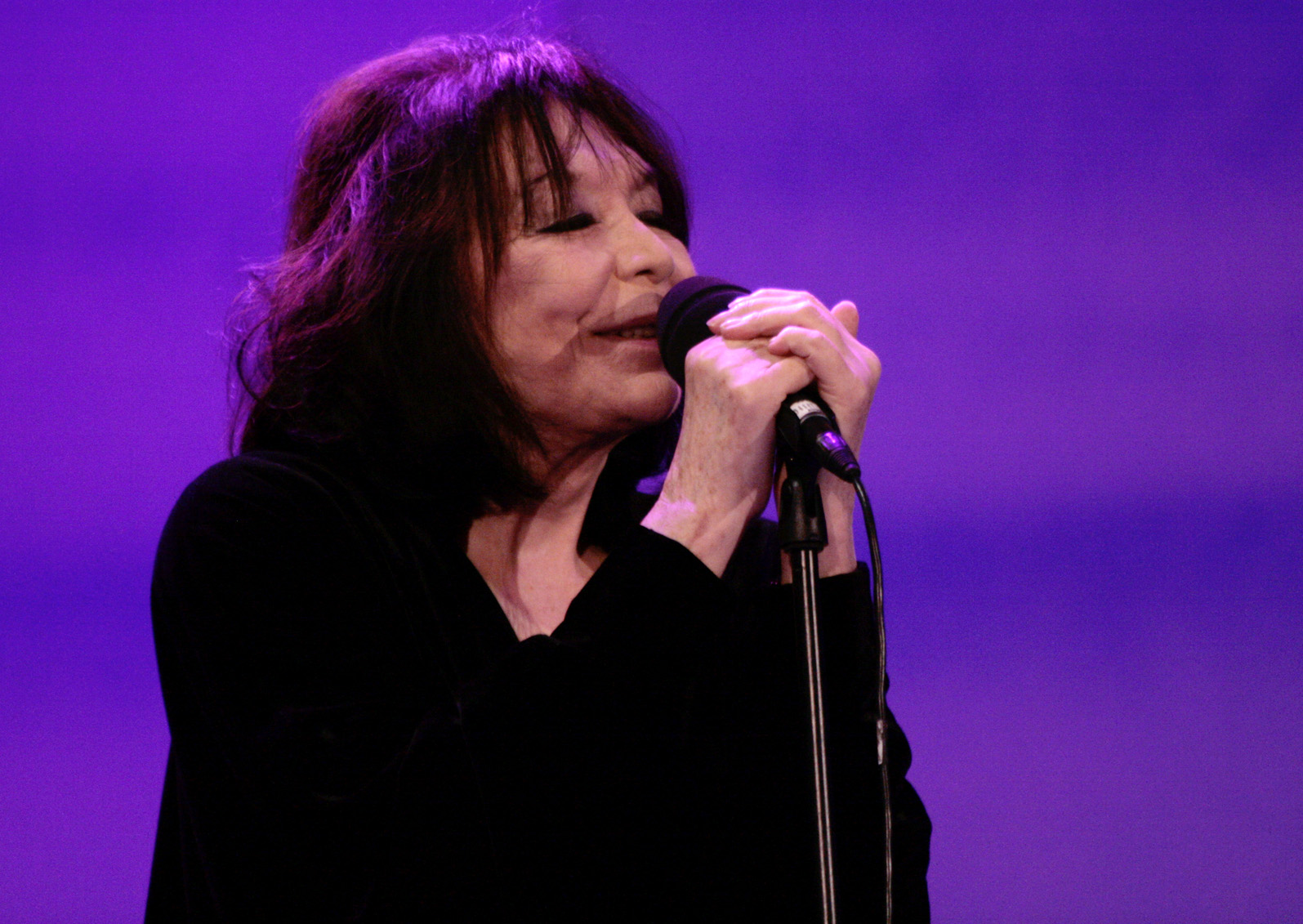
オーストリア「Vienna Festival 2009」(2009年5月)

以後、世界的にも最高峰クラスのシャンソン歌手と称えられ、近年までレコーディングした曲は500曲を超えている。
女優としても活動し、特に1950年代から1960年代の間には数多くの映画に出演している。日本には通算22回来日し、その間 日本にもシャンソン・ブームをもたらした。
2015年4月、現役は続行するものの、ステージからの引退を表明した。これまでの長いキャリアの上で応援をしてくれた全てのリスナーへ、感謝を込めて贈るベスト・アルバム『メルシー』を引っさげ、2016年に最後のコンサートツアーを実施。
2020年9月23日、老衰により93歳で死去。

### 私生活
私生活では、俳優フィリップ・ルメール (1953年–1956年)、俳優ミシェル・ピコリ (1966年–1977年) と結婚歴があり、1988年からピアニストのジェラール・ジュアネスト（2018年死去）を伴侶に迎えた。そのほか過去には、アメリカのジャズミュージシャン、マイルス・デイヴィスと恋愛関係にあったが、成就せず結婚には至らなかった。しかしその後も、生涯の友人関係として続いた。

## ディスコグラフィ

### スタジオアルバム
- 1964: Gréco chante Mac Orlan
- 1967: La Femme
- 1991: Juliette Gréco chante Maurice Fanon
- 1993: Vivre dans l’avenir
- 1998: Un jour d’été et quelques nuits
- 2003: Aimez-vous les uns les autres ou bien disparaissez …
- 2006: Le Temps d’une chanson
- 2009: Je me souviens de tout
- 2012: Ça se traverse et c’est beau
- 2013: Gréco chante Brel
- 2015: Merci!

そのほか多数

### ライブアルバム
- 1965: Juliette Gréco à la Philharmonie de Berlin
- 1966: Juliette Gréco in Deutschland
- 1992: Juliette Gréco à l’Olympia
- 1999: Juliette Gréco Odéon 1999
- 2004: Juliette Gréco Olympia 1955 – Olympia 1966
- 2004: Juliette Gréco Olympia 2004

そのほか多数

## 映画出演
- 『この手紙を読むときは』"Quand Tu Liras Cette Lettre"  (1953年)
- 『恋多き女』"Elena et les Hommes"  (1956年)
- 『日はまた昇る』"The sun also rises"  (1957年)
- 『自由の大地』"The Roots of Heaven"  (1958年)
- 『悲しみよこんにちは』 "Bonjour tristesse" (1958年)
- "Lily,Love me" (1975年)
- 『ルーヴルの怪人』 "Belphegor,Phantom of the Louvre" (2001年)
- "Everyman's Feast" (2002年)

そのほか多数

## 日本公演
日本には通算22回来日している。以下はその一部
- 1976年
6月17日 東京厚生年金会館、22日 中野サンプラザ
- 1979年
11月24日 - 29日 草月ホール
- 1991年
11月6日 川口リリア
11月15日 東京厚生年金会館
- 2014年
9月24日 すみだトリフォニーホール、 9月26日 Bunkamura オーチャードホール、 9月30日 中之島フェスティバルホール